# دو استقامت

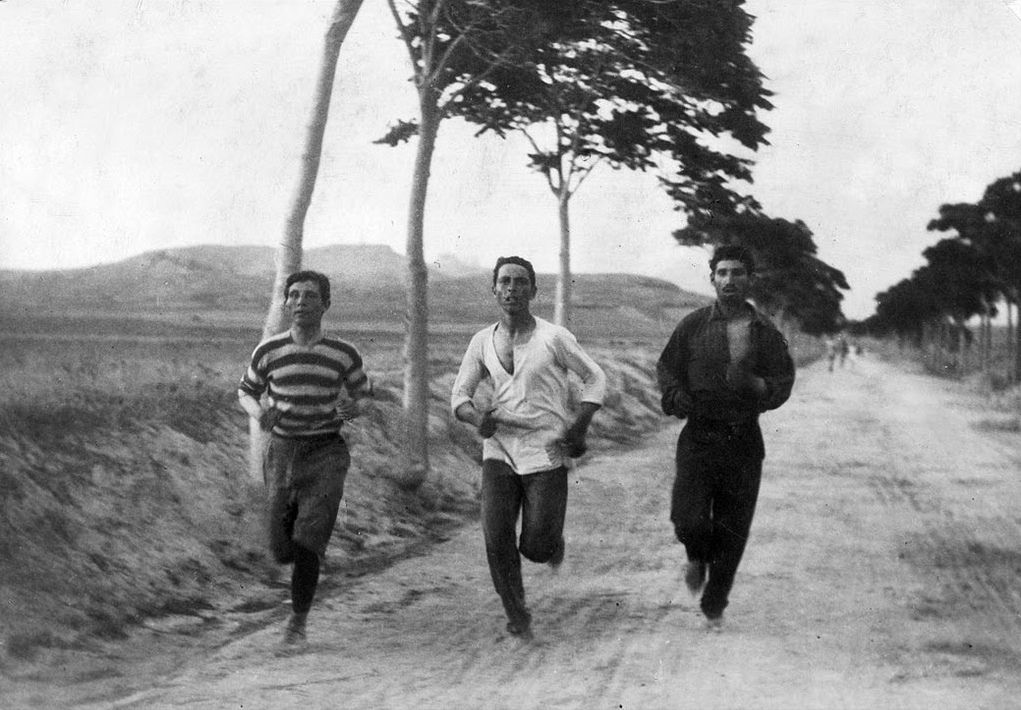
سه دونده در حال تمرین برای شرکت در دو ماراتن المپیک ۱۸۹۶ آتن

دو استقامت نوعی از دویدن است که به صورت مستمر در مسافت دست‌کم ۵ کیلومتری انجام می‌شود. دو استقامت از فعالیت‌های ورزشی هوازی است و به استقامت بدنی بالایی نیاز دارد.
بدن انسان به خوبی برای دویدن در مسافت‌های طولانی فرگشت یافته‌است. هرچند انسان در مقایسه با پستانداران هم‌جثه خود از قدرت بدنی ضعیفی برخوردار است اما توانایی هوازی بسیار عالی و استقامت جسمانی بالا باعث می‌شود تا انسان‌ها بتوانند در مسافت‌های طولانی بهتر از اغلب پستانداران دیگر عمل می‌کنند. میانگین سرعت دو استقامت انسان‌ها بین ۲٫۳ تا ۶٫۵ متر بر ثانیه است و بسیاری از انسان‌های آماتور بدون داشتن تمرینات خاص قادر هستند به سرعت ۵ متر بر ثانیه برسند که این سرعت حتی از جانوران چهارپایی که نیاز به طی کردن مسافت‌های طولانی دارند، هم بهتر است.
برای مثال سرعت انتقال یورتمه به چهارنعل یک سگ با وزن مساوی با یک انسان متوسط ۳٫۸ متر بر ثانیه است. این سگ می‌تواند با سرعت حداکثر ۷٫۸ متر بر ثانیه برای مدت حداکثر ۱۰ تا ۱۵ دقیقه آن هم در ایده‌آل‌ترین شرایط آب‌وهوایی چهارنعل بدود. سگ‌ها و هیچ‌یک از چهارپایان دیگر نمی‌توانند برای مدت طولانی چهارنعل بدوند به خصوص اگر هوا گرم باشد. این به آن معنی است که انسان در مسافت‌های هزار تا دو هزار متری از سگ شکست می‌خورد ولی اغلب انسان‌های دارای بدن متناسب در مسافت‌های طولانی‌تر هر سگی را شکست می‌دهند.
توانایی دو استقامت انسان حتی در مقایسه با چهارپای بزرگتری چون اسب نیز قابل توجه است. اسب حیوانی است که هزاران سال برای دویدن بهتر اصلاح نژادی شده‌است. اسب‌ها با سرعت چهارنعل حداکثر ۸٫۹ متر در مسافت‌های حداکثر ۱۰ کیلومتری بسیار سریعتر از انسان‌ها هستند اما بعد از ۱۰ تا ۱۵ دقیقه چهارنعل دویدن سرعت آنها به شدت کاهش پیدا می‌کند. حداکثر سرعت اسب‌ها برای ۲۰ کیلومتر دویدن در طول یک روز ۵٫۸ متر بر ثانیه است و اگر از این فراتر بروند دچار آسیب‌های برگشت‌ناپذیر اسکلتی عضلانی می‌شوند. در نتیجه انسان‌ها در دوهای طولانی مثل ماراتن موفق‌تر از بهترین اسب‌ها هستند.
توانایی انسان از نظر طول مسافتی که قادر به دویدن آن است نیز شگفت‌انگیز است. یک انسان متناسب آماتور به راحتی می‌تواند هر روز بیش از ۱۰ کیلومتر را بدود. در حالیکه فقط تعداد معدودی از چهارپایان مثل گرگها، کفتارها و سگ‌های شکاری به‌طور طبیعی مسافت‌های ۱۰ تا ۲۰ کیلومتری را به‌طور روزانه می‌دوند. همه این جانوران نیز درندگانی با زندگی گروهی هستند که توانایی دویدن از مهم‌ترین قابلیت‌های مورد نیاز آنها در استراتژی‌های شکار و لاشه‌خواری است.

## تاریخچهٔ حضور زنان در مسابقات دو استقامت
تا پیش از دههٔ ۱۹۶۰ میلادی زنان حق حضور در رقابت‌های دو استقامت در المپیک را نداشتند و طولانی‌ترین مسابقهٔ رسمی برای آنان دو ۲۰۰ متر بود. از میان تلاش‌هایی که زنان برای دویدن در المپیک انجام دادند می‌توان به تلاش زنی یونانی به نام استاماتا رویثی اشاره کرد که در بازی‌های المپیک تابستانی ۱۸۹۶ خارج از مسابقهٔ اصلی دوید. و گفته‌می‌شود مسیر دو ماراتن را به پایان رسانده‌است.
دو ۸۰۰ متر زنان در ۱۹۶۰ میلادی و دو ۱۵۰۰ متر زنان در ۱۹۷۲ میلادی به المپیک افزوده شد. دوهای ۵۰۰۰ متر و ۱۰۰۰۰ متر زنان در سال ۱۹۸۳ میلادی به المپیک افزوده شدند. همچنین دو ماراتن زنان در ۱۹۸۴ میلادی به المپیک افزوده شد. از میان تلاش‌های زنان برای حضور در مسابقات ماراتن می‌توان به حضور بابی گیب و کاترین سویتزر در ماراتن بوستون به‌ترتیب در سال‌های ۱۹۶۶ و ۱۹۶۷ میلادی اشاره کرد.

## یادداشت
1. ↑  Stamata Revithi
2. ↑  Bobbi Gibb